# Lotostomoides
Lotostomoides es un género de foraminífero bentónico de la Familia Chrysalogoniidae, de la Superfamilia Nodosarioidea, del Suborden Lagenina y del Orden Lagenida. Su especie-tipo es Nodosaria crassitesta. Su rango cronoestratigráfico abarca desde el Plioceno hasta el Pleistoceno medio.

## Clasificación
Lotostomoides incluye a la siguiente especie:
- Lotostomoides aperulum †
- Lotostomoides aperulum †
- Lotostomoides calomorphum †
- Lotostomoides chiranum †
- Lotostomoides crassitesta †
- Lotostomoides jorisseni †
- Lotostomoides schwageri †